# Cleveland Cavaliers 1976-1977
La stagione 1976-77 dei Cleveland Cavaliers fu la 7ª nella NBA per la franchigia.
I Cleveland Cavaliers arrivarono quarti nella Central Division della Eastern Conference con un record di 43-39. Nei play-off persero nel primo turno con i Washington Bullets (2-1).

## Roster
| N° | Naz.                   | Ruolo | Sportivo         | Anno | Alt. | Peso |
| -- | ---------------------- | ----- | ---------------- | ---- | ---- | ---- |
| 2  | Stati Uniti (bandiera) | G     | Mo Howard        | 1954 | 188  | 77   |
| 3  | Stati Uniti (bandiera) | C     | Elmore Smith     | 1949 | 213  | 113  |
| 7  | Stati Uniti (bandiera) | GA    | Bingo Smith      | 1946 | 196  | 88   |
| 10 | Stati Uniti (bandiera) | GA    | Dick Snyder      | 1944 | 196  | 94   |
| 14 | Stati Uniti (bandiera) | G     | Foots Walker     | 1951 | 183  | 78   |
| 15 | Stati Uniti (bandiera) | C     | Chuckie Williams | 1953 | 191  | 82   |
| 20 | Stati Uniti (bandiera) | A     | Campy Russell    | 1952 | 203  | 98   |
| 22 | Stati Uniti (bandiera) | AC    | Jim Chones       | 1949 | 211  | 100  |
| 23 | Stati Uniti (bandiera) | A     | Rowland Garrett  | 1950 | 198  | 95   |
| 24 | Stati Uniti (bandiera) | AC    | John Lambert     | 1953 | 208  | 102  |
| 25 | Stati Uniti (bandiera) | G     | Gary Brokaw      | 1954 | 193  | 81   |
| 34 | Stati Uniti (bandiera) | G     | Austin Carr      | 1948 | 193  | 91   |
| 35 | Stati Uniti (bandiera) | G     | Jim Cleamons     | 1949 | 191  | 84   |
| 42 | Stati Uniti (bandiera) | AC    | Nate Thurmond    | 1941 | 211  | 102  |
| 52 | Stati Uniti (bandiera) | AC    | Jim Brewer       | 1951 | 206  | 95   |

## Staff tecnico
- Allenatore: Bill Fitch
- Vice-allenatore: Jimmy Rodgers